# B. F. Skinner
Burrhus Frederic Skinner (20 tháng 3 năm 1904 - 18 tháng 8 năm 1990), thường được gọi là BF Skinner, là một nhà tâm lý học, nhà hành vi, tác giả, nhà phát minh và nhà triết học xã hội người Mỹ. Ông là giáo sư tâm lý học Edgar Pierce tại Đại học Harvard từ năm 1958 cho đến khi nghỉ hưu năm 1974.
Skinner cho rằng ý chí tự do là một ảo ảnh và hành động của con người phụ thuộc vào hậu quả của các hành động trước đó. Nếu hậu quả là xấu, có khả năng cao hành động sẽ không được lặp lại; nếu hậu quả là tốt, xác suất của hành động được lặp lại sẽ mạnh mẽ hơn. Skinner gọi đây là nguyên tắc củng cố.
Để tăng cường hành vi, Skinner đã sử dụng điều hòa hoạt động, và ông coi tốc độ phản hồi là thước đo hiệu quả nhất của sức mạnh phản ứng. Để nghiên cứu điều hòa hoạt động, ông đã phát minh ra buồng điều hòa hoạt động, còn được gọi là Hộp Skinner, và để đo tốc độ, ông đã phát minh ra máy ghi âm tích lũy. Sử dụng những công cụ này, ông và CB Ferster đã tạo ra tác phẩm thử nghiệm có ảnh hưởng nhất của mình, xuất hiện trong cuốn sách Lịch trình gia cố (1957) của họ.
Skinner đã phát triển phân tích hành vi, triết lý của khoa học mà ông gọi là chủ nghĩa hành vi cấp tiến, và thành lập một trường phái tâm lý học nghiên cứu thực nghiệm, phân tích thử nghiệm hành vi. Ông đã tưởng tượng việc áp dụng các ý tưởng của mình vào việc thiết kế một cộng đồng người trong cuốn tiểu thuyết không tưởng của ông, Walden Two, và phân tích về hành vi của con người lên đến đỉnh điểm trong tác phẩm của ông, Hành vi bằng lời nói. Skinner là một tác giả sung mãn, người đã xuất bản 21   sách và 180   bài viết. Học viện đương đại coi Skinner là người tiên phong của chủ nghĩa hành vi hiện đại, cùng với John B. Watson và Ivan Pavlov. Một cuộc khảo sát tháng 6 năm 2002 đã liệt kê Skinner là nhà tâm lý học có ảnh hưởng nhất trong thế kỷ 20.